# 21829 Kaylacornale
21829 Kaylacornale è un asteroide della fascia principale. Scoperto nel 1999, presenta un'orbita caratterizzata da un semiasse maggiore pari a 2,2744007 UA e da un'eccentricità di 0,1924485, inclinata di 7,24058° rispetto all'eclittica.